# Levantamento de peso nos Jogos Pan-Americanos de 2007 - Até 75 kg feminino
A categoria até 75 kg feminino do levantamento de peso nos Jogos Pan-Americanos de 2007 foi disputada no Pavilhão 2 do Complexo Esportivo Riocentro em 17 de julho com seis halterofilistas, cada uma representando um Comitê Olímpico Nacional (CON).
A colombiana Ubaldina Valoyes conquistou a medalha de ouro ao levantar um total de 250 kg, quebrando os recordes pan-americanos da categoria no arranque e arremesso, além do total. Completaram o pódio a mexicana Damaris Aguirre com um total de 240 kg, e Eva Dimas, de El Salvador, ao finalizar com 231 kg.

## Medalhistas
| Ouro   | COL Ubaldina Valoyes |
| Prata  | MEX Damaris Aguirre  |
| Bronze | ESA Eva Dimas        |

## Resultados
| Pos.              | Atleta                  | Grupo | Peso  | Arranque (kg) | Arranque (kg) | Arranque (kg) | Arranque (kg) | Arremesso (kg) | Arremesso (kg) | Arremesso (kg) | Arremesso (kg) | Total (kg) |
| Pos.              | Atleta                  | Grupo | Peso  | 1             | 2             | 3             | Result.       | 1              | 2              | 3              | Result.        | Total (kg) |
| ----------------- | ----------------------- | ----- | ----- | ------------- | ------------- | ------------- | ------------- | -------------- | -------------- | -------------- | -------------- | ---------- |
| Medalha de ouro   | COL Ubaldina Valoyes    | A     | 72,50 | 106           | 109           | 112           | 112           | 130            | 135            | 138            | 138            | 250        |
| Medalha de prata  | MEX Damaris Aguirre     | A     | 74,85 | 100           | 105           | 108           | 105           | 128            | 135            | 138            | 135            | 240        |
| Medalha de bronze | ESA Eva Dimas           | A     | 74,15 | 103           | 106           | 108           | 106           | 125            | 128            | 129            | 125            | 231        |
| 4                 | VEN Claret Bellorín     | A     | 74,70 | 98            | 103           | 103           | 98            | 125            | 125            | 125            | 125            | 223        |
| 5                 | DOM Natividad Domínguez | A     | 74,30 | 96            | 102           | 102           | 96            | 122            | 130            | 130            | 122            | 218        |
| 6                 | CHI Elizabeth Poblete   | A     | 74,30 | 85            | 85            | 85            | 85            | 105            | 112            | 112            | 105            | 190        |

Legenda
| Recorde mundial                  | Recorde mundial (World record)               |                       | Recorde africano                      | Recorde africano (African) |                                           | Q | Classificado por posição (Qualified) |
| Recorde dos Jogos Pan-Americanos | Recorde pan-americano (Pan-American record)  | Recorde da América    | Recorde da América (Americas)         | q                          | Classificado por melhor tempo (Qualified) |   |                                      |
| Melhor marca do ano              | Melhor marca do ano (World leading)          | Recorde asiático      | Recorde asiático (Asian)              | DNS                        | Não largou (Did not start)                |   |                                      |
| Recorde nacional                 | Recorde nacional (National record)           | Recorde europeu       | Recorde europeu (European)            | DNF                        | Não terminou (Did not finish)             |   |                                      |
| Recorde pessoal                  | Recorde pessoal do atleta (Personal best)    | Recorde da Oceania    | Recorde da Oceania (Oceania)          | DSQ / DQ                   | Desclassificado (Disqualified)            |   |                                      |
| Recorde da temporada             | Recorde da temporada do atleta (Season best) | Recorde sul-americano | Recorde sul-americano (South America) | NM                         | Sem marca (No mark)                       |   |                                      |